# Anette Sagen
Pour les articles homonymes, voir Sagen.
Anette Sagen, née le 10 janvier 1985 à Mosjøen, est une sauteuse à ski norvégienne. Lors des premiers Championnats du monde de saut à ski féminin 2009 à Liberec, elle remporte la médaille de bronze derrière l'Américaine Lindsey Van et l'Allemande Ulrike Grässler.

## Parcours sportif
Prenant part à la Coupe continentale féminine de saut à ski sa création en 2004, elle s'est affirmée comme l'une des meilleures sauteuses à ski des années 2000. Elle remporte les quatre premières années le classement général de la compétition. Elle y détient également le record de victoires avec 45 victoires au total et le record de podiums avec 88 podiums entre 2003 et 2013.
En 2009, elle s'inscrit dans l'histoire du saut à ski féminin en montant sur le podium avec une médaille de bronze lors des premiers Championnats du monde de saut à ski féminin qui se sont déroulés à Liberec derrière l'Américaine Lindsey Van et l'Allemande Ulrike Grässler. Elle met un terme à sa carrière sportive à la fin de la saison 2014/15.

## Palmarès

### Championnats du monde
| Épreuve / Édition  | Liberec 2009                     | Oslo 2011                        | Val di Fiemme 2013 |
| Petit tremplin     | Bronze                           | 22e                              | 7e                 |
| Par équipes mixtes | Épreuve inexistante à cette date | Épreuve inexistante à cette date | 4e                 |

### Coupe continentale
- Vainqueur du classement général : 2005, 2006, 2007, 2008 et 2009.
- 88 podiums dont 45 victoires dans sa carrière.

### Coupe du monde
- Meilleur classement général : 5e en 2013.
- 7 podiums individuels dont 1 victoire.
- une victoire par équipe en 2012.

#### Classements généraux annuels
| Année | Rang |
| 2012  | 6e   |
| 2013  | 5e   |
| 2014  | 40e  |
| 2015  | 38e  |

#### Détail des victoires
| Année | Lieu                 |
| 2012  | Schonach (Allemagne) |

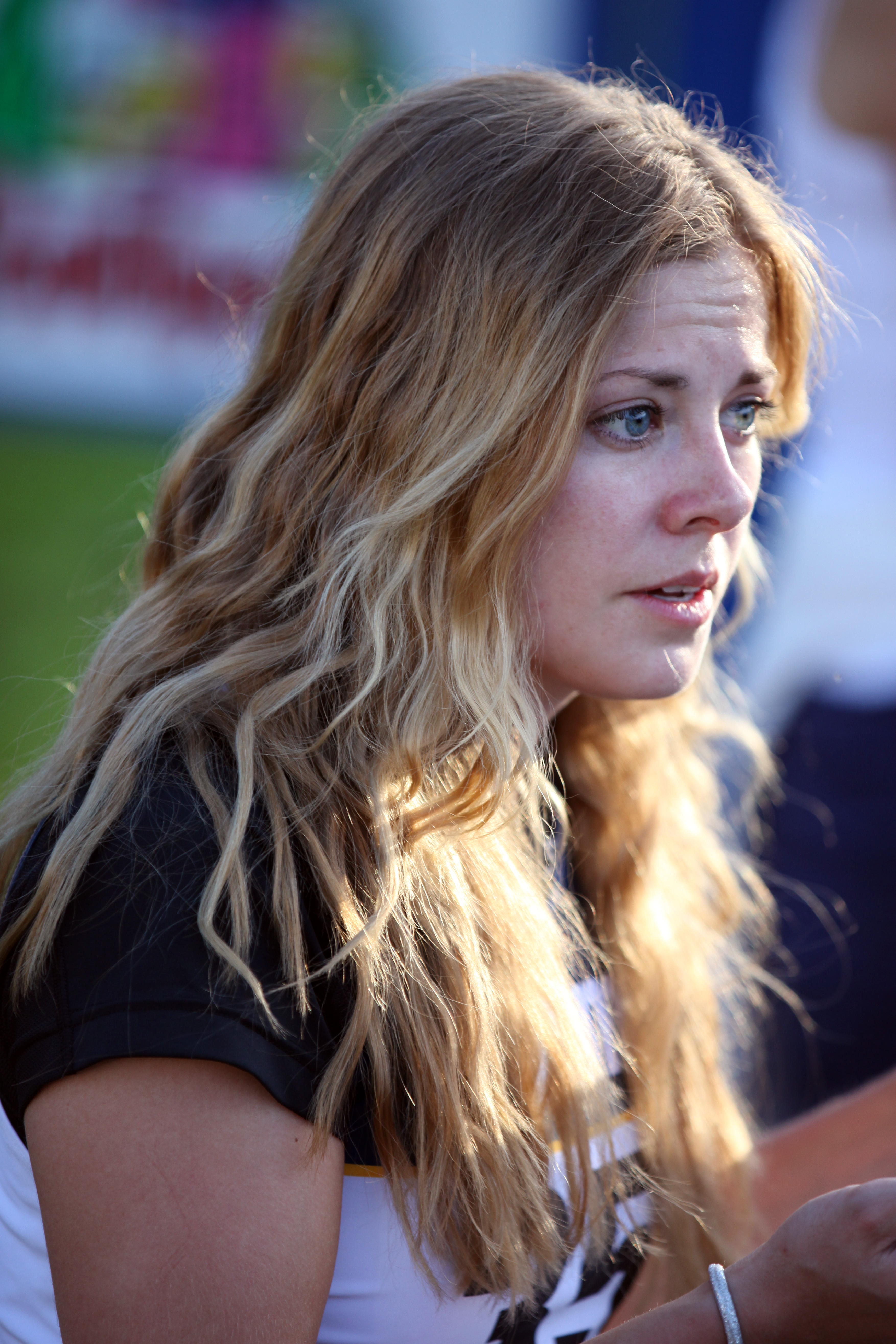
Anette Sagen en 2012
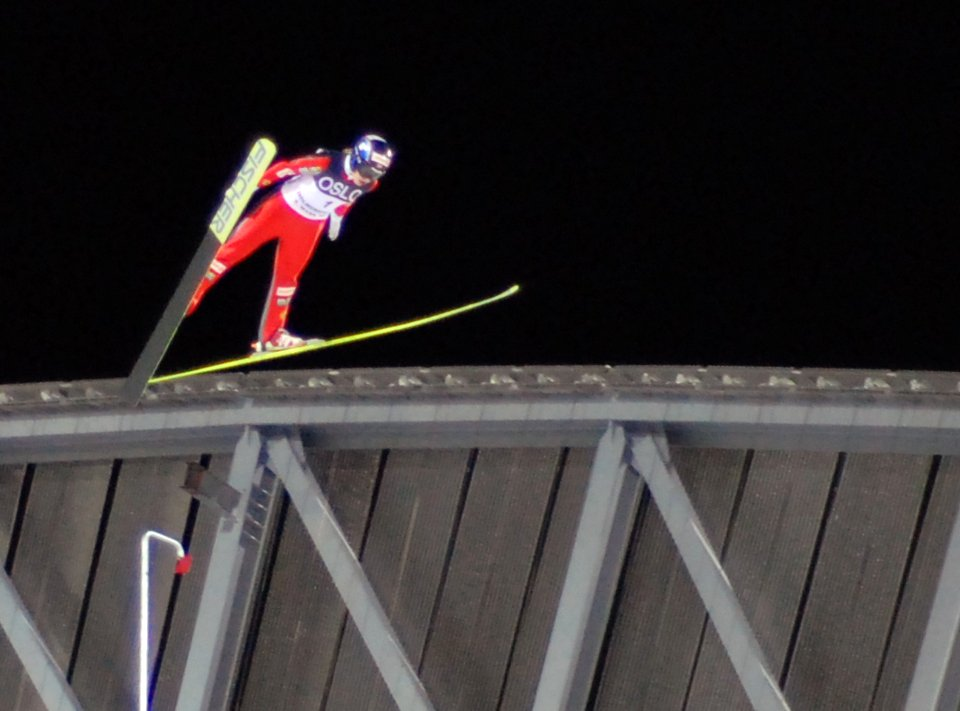
Anette Sagen : saut inaugural du nouveau tremplin d'Holmenkollen
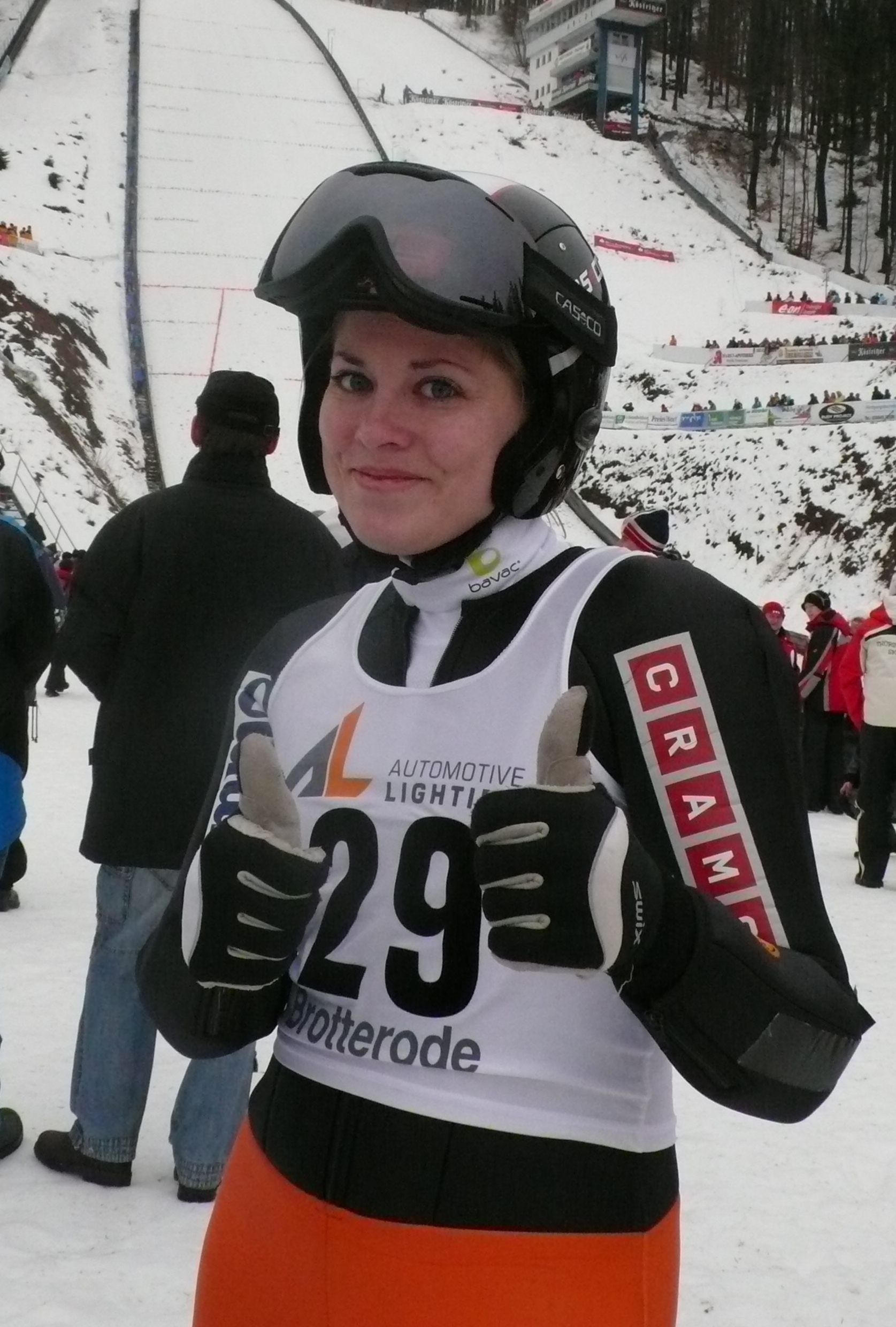
Anette Sagen à Brotterode en 2011
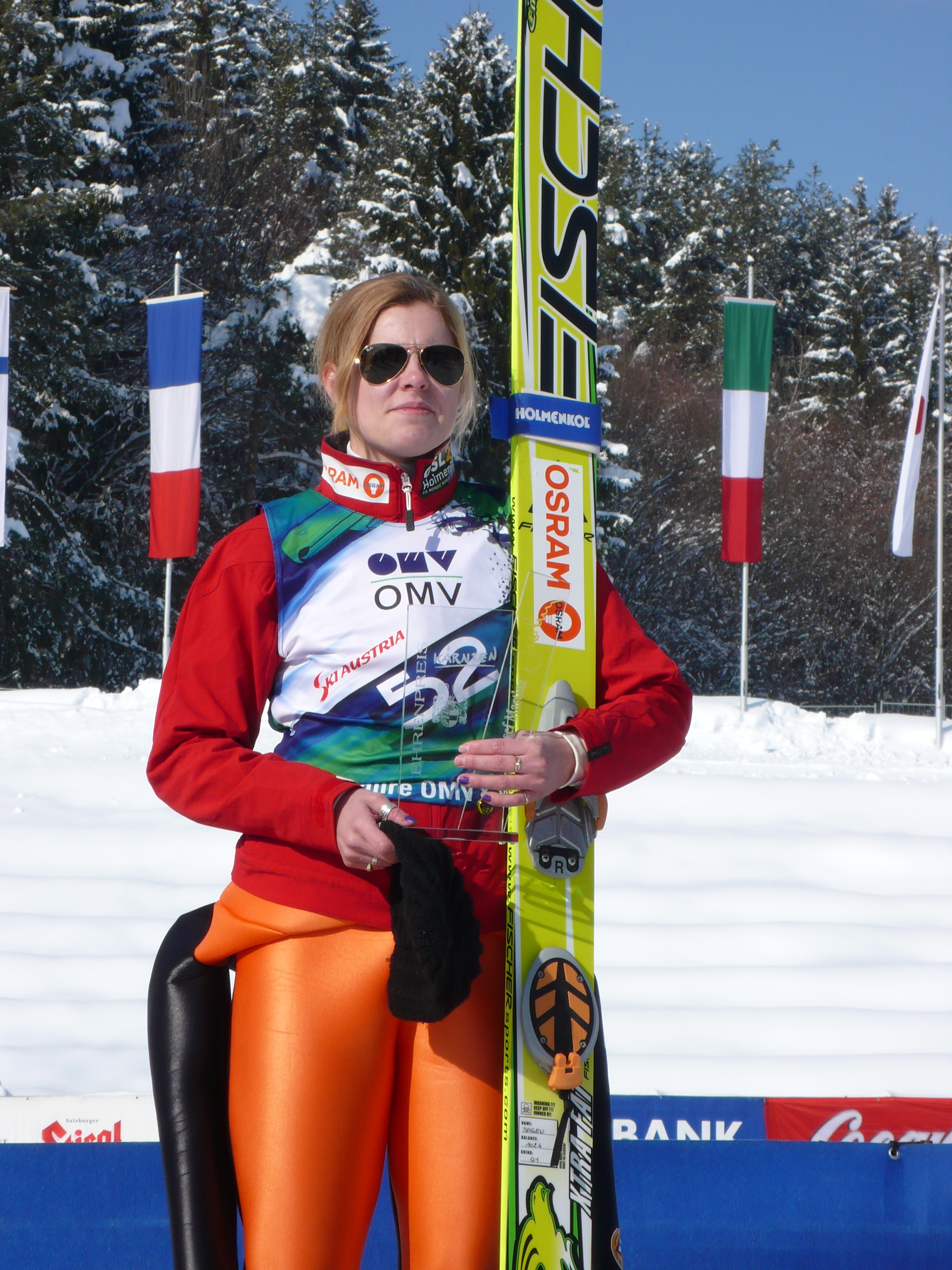
Anette Sagen sur un podium en 2010